# Lawrence Joseph Riley
Lawrence Joseph Riley (* 6. September 1914 in Boston, USA; † 2. Dezember 2001) war Weihbischof in Boston.

## Leben
Lawrence Joseph Riley empfing am 21. September 1940 das Sakrament der Priesterweihe für das Erzbistum Boston.
Am 7. Dezember 1971 ernannte ihn Papst Paul VI. zum Titularbischof von Daimlaig und zum Weihbischof in Boston. Der Erzbischof von Boston, Humberto Sousa Medeiros, spendete ihm am 2. Februar 1972 die Bischofsweihe; Mitkonsekratoren waren die Weihbischöfe in Boston, Thomas Joseph Riley und Jeremiah Francis Minihan.
Am 22. Januar 1990 nahm Papst Johannes Paul II. das von Lawrence Joseph Riley aus Altersgründen vorgebrachte Rücktrittsgesuch an.